# 福島交通船引出張所
福島交通船引出張所（ふくしまこうつうふねひきしゅっちょうじょ）とは、福島県田村市船引町船引にある、福島交通のバス営業拠点である。田村市、田村郡三春町、双葉郡川内村・葛尾村、郡山市地区の路線を受け持つ。出張所最寄バス停名は「船引駅前」である。

## 沿革
- 2015年（平成27年）
  - 1月 - 建物建て替え
  - 4月1日 - 門沢経由井堀線、芦沢経由井堀線廃止[1]
- 2016年（平成28年）4月1日 - 常葉経由古道線の古道車庫 - 芹沢間をバイパス経由に変更し、古道小学校前に延長。大段田和線廃止。「川内役場」を「役場・かわうちの湯前」に改称[2]
- 2017年（平成29年）
  - 4月1日 - 移経由葛尾線開設。常葉経由横道線、常葉経由柳渡戸線廃止[3]
  - 10月1日 - 「古道小学校前」停留所を「都路小学校前」に改称[4]

## 管轄路線

### 船引線
- 船引駅前 - 花木内 - 駒場 - 田村警察署 - 町立三春病院 - 中央大町 - 一本松 - 上山田 - 舞木駅前 - 小泉 - 日東前 - 三春街道入口 - 赤木町 - 郡山駅前

### 常葉経由古道線
- 都路小学校前[注釈 1] - 都路行政局 - 古道車庫 - 芹沢 - 中屋敷 - 言神入口 - 雨乞平 - 山根 - 四重城入口 - 常葉車庫 - 常葉上町 - 常葉局 - 川久保 - 板橋入口 - 上町 - 船引駅前[注釈 2]
2016年4月1日より、古道車庫 - 芹沢間をバイパス経由に変更し、終点を古道小学校前[注釈 3]へ延長[2]
- 常葉車庫 - 常葉局 - 川久保 - 板橋入口 - 上町 - 船引駅前

### 船引川内線
- ゆふね - 川内中前[注釈 4] - 役場・かわうちの湯前 - 春日前 - 白石 - 都路行政局 - 古道車庫 - 芹沢 - 中屋敷 - 言神入口 - 雨乞平 - 山根 - 四重城入口 - 常葉車庫 - 常葉上町 - 常葉局 - 川久保 - 板橋入口 - 上町 - 船引駅前[注釈 5]
2016年4月1日、従来の「川内役場」を「役場・かわうちの湯前」に改称[2]。

### 移線
- 移車庫 - 上移 - 東作入口 - 岩登 - ひじ曲 - 石沢 - 石橋 - 瀬川局 - 門鹿 - 大山原 - 船引高校 - 北区入口 - 田村市役所入口 - （←中町） - 船引駅前[注釈 6]

### 長外路経由移線
- 移車庫 - 上移 - 東作入口 - 岩登 - ひじ曲 - 石沢 - 石橋 - 上長外路（かみながとろ） - 舘入口 - 大山原 - 船引高校 - 北区入口 - 田村市役所入口 - （←中町） - 船引駅前[注釈 7]

かつては長外路止まりの路線であった。

### 船引・百目木線
- 搦手 - 百目木 - 百目木入口 - 樋の口 - ひじ曲 - 石沢 - 石橋 - 瀬川局 - 門鹿 - 大山原 - 船引高校 - 北区入口 - 田村市役所入口 - （←中町） - 船引駅前[注釈 8]

### 常葉経由根子田線
- 根子田 - 戸の内 - 関本 - 常葉上町 - 常葉局 - 川久保 - 板橋入口 - 上町 - 船引駅前[注釈 9]

### 移経由葛尾線
- 落合 - 移車庫 - 上移 - 東作入口 - 岩登 - ひじ曲 - 石沢 - 石橋 - 瀬川局 - 門鹿 - 大山原 - 船引高校 - 北区入口 - 田村市役所入口 - 船引駅前[注釈 10]
2017年4月1日新設[5][3][6]。
  - ゆふね - 木の葉橋間は自由乗降区間である。

## 休廃止路線
芦沢経由井堀線
- 日向前 - 井堀入口 - 朴橋 - 芦沢 - 朴橋 - 大畑 - 花木内 - 船引駅前

門沢経由井堀線
- 日向前 - 井堀入口 - 門沢 - 下永谷 - 上町 - 船引駅前

大段田和線
- 上大段田和（かみおおだんだわ） - 袖 - 女房内 - 上移 - 移車庫 - 上移 - 東作入口 - 岩登 - ひじ曲 - 石沢 - 石橋 - 瀬川局 - 門鹿 - 石森 - 馬場平 - 花木内 - 船引駅前[注釈 11]

常葉経由横道線
- 横道 - 鰍 - 宇藤 - 折越 - 内町 - 常葉局 - 川久保 - 板橋入口 - 上町 - 船引駅前[注釈 12]

## 船引出張所附近の施設など
- 福島県道19号船引大越小野線
- 大滝根川